# Teichlbach
Der Teichlbach ist ein linker Nebenfluss der Metnitz in den Metnitzer Bergen im Gemeindegebiet von Metnitz in Kärnten.
Er entspringt am Westabhang der Kuchalm in einer Höhe von etwa 1455 m, nimmt im Talschluss des Teichlgrabens mehrere kleine von rechts zufließende Bäche auf und erreicht schon nach etwa 1 km das hier auf gut 1100 m Seehöhe hinaufreichende Dauersiedlungsgebiet. Über etwa 4 km hinweg fließt er dann in Südostrichtung durch Streusiedlungsgebiet der Ortschaft Teichl und nimmt dabei von links den Rußbach und den Rossbach auf. Dann wendet sich das Tal der Teichl nach Süden, der Teichlbach durchfließt eine zur Ortschaft Teichl gehörende Einfamilienhaussiedlung, bei der von links der Dörflerbach zufließt. Am östlichen Rand der Ortschaft Metnitz tritt der Teichlbach ins Tal der Metnitz aus, in die er bei den westlichsten Häusern der Streusiedlung Klachl mündet.
Die Durchflussmenge eines 100-jährigen Hochwassers wird für die Mündung des Teichlbachs auf 48 m³/s geschätzt.